# Alzira (operă)
 Alzira  (titlul original: în italiană Alzira) este o operă (tragedie lirică) cu un prolog și 2 acte de Giuseppe Verdi, după un libret de Salvatore Cammarano (bazat pe piesa de teatru Alzire, ou Les Américains de Voltaire).
Premiera operei a avut loc la Teatro San Carlo din Neapole, în ziua de 12 august 1845.
Durata operei: cca 2 ½ ore. 
Locul și perioada de desfășurare a acțiunii: Lima (Peru) și împrejurimile sale, la mijlocul secolului al XVI-lea.

## Personajele principale
- Alvaro, guvernatorul Perului (bas)
- Gusmano, fiul său (bariton)
- Ovando, duce spaniol (tenor)
- Zamoro, șef de trib peruan (tenor)
- Ataliba, alt șef de trib peruan (bas)
- Alzira, fiica lui Ataliba (soprană)
- Zuma, sora sa (mezzo-soprană)
- Otumbo, războinic peruan (tenor)
- ofițeri și soldați spanioli, incași [1]

## Acțiunea
Alvaro, guvernatorul Perului este prizonierul unui trib incaș peruan condus de războinicul Otumbo. Acesta intenționează să-l supună pe Alvaro unei morți lente și chinuitoare. La timpul oportun sosește Zamoro, șeful de trib precedent, scăpat ca prin minune de la torturile la care fusese supus de către Gusmano, fiul lui Alvaro. Zamoro nu vrea complicații suplimentare cu stăpânitorii spanioli, motiv pentru care îl eliberează pe Alvaro, dăruindu-i viața. Când află însă că mireasa sa Alzira, împreună cu tatăl ei, Ataliba, sunt ținuți in captivitate în Lima de către spanioli, îsi schimbă radical convingerile politice, și, plin de ură, adună o trupă de războinici incași cu care pornește să-i alunge pe spanioli din țară.